# Fontanès-de-Sault
Pour les articles homonymes, voir Fontanès et Sault.
Fontanès-de-Sault  (en occitan Fontanes ) est une commune française, située dans le Sud-Ouest du département de l’Aude en région Occitanie.
Sur le plan historique et culturel, la commune fait partie du Pays de Sault, un plateau situé entre 990 et 1 310 mètres d'altitude fortement boisé. Exposée à un climat océanique altéré, elle est drainée par l'Aude, le ruisseau de Campagna et par un autre cours d'eau. La commune possède un patrimoine naturel remarquable : deux sites Natura 2000 (le « pays de Sault » et la « haute Vallée de l'Aude et Bassin de l'Aiguette »), un espace protégé (la réserve naturelle nationale de la grotte du T.M. 71) et sept zones naturelles d'intérêt écologique, faunistique et floristique.
Fontanès-de-Sault est une commune rurale qui compte 5 habitants en 2022, après avoir connu un pic de population de 254 habitants en 1831. Ses habitants sont appelés les Fontanans et ses habitantes les Fontananes.
Avec seulement cinq habitants permanents en 2013, la commune était la moins peuplée du département de l'Aude. Mais avec quatre habitants en 2016, Caunette-sur-Lauquet est toujours la commune la moins peuplée de l'Aude.

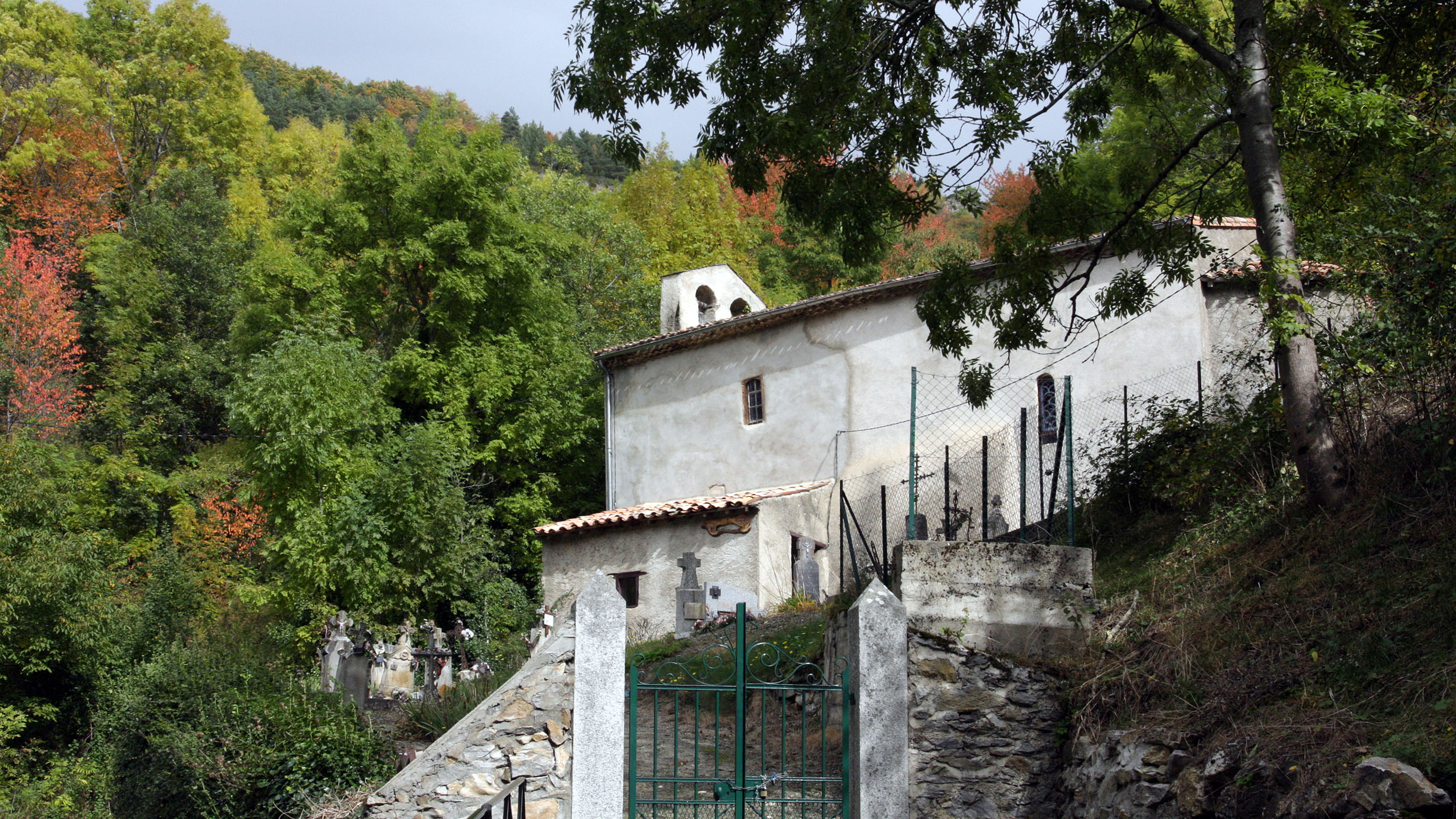
L'église.

## Géographie

### Localisation
La commune de Fontanès-de-Sault est située dans les Pyrénées à 15 km à vol d'oiseau au sud-ouest de Quillan en pays de Sault. C'est la plus petite commune de l'Aude.
Elle est limitrophe du département de l'Ariège.

### Communes limitrophes
Fontanès-de-Sault est limitrophe de cinq autres communes dont une dans le département de l'Ariège.
Les communes limitrophes sont  Aunat, Campagna-de-Sault, Escouloubre, Rodome et Rouze.
| Rodome            |                           | Aunat       |
|                   | Fontanès-de-Sault         |             |
| Campagna-de-Sault | Rouze (Ariège, sur 100 m) | Escouloubre |

### Géologie et relief
La superficie de la commune est de 529 hectares ; son altitude varie de 660  à   1 600 mètres.
Fontanès-de-Sault se situe en zone de sismicité 3 (sismicité modérée).

### Hydrographie
La commune est dans la région hydrographique « Côtiers méditerranéens », au sein du bassin hydrographique Rhône-Méditerranée-Corse. Elle est drainée par l'Aude, le ruisseau de Campagna et le ruisseau des Escaliers, qui constituent un réseau hydrographique de 2 km de longueur totale,.
L'Aude, d'une longueur totale de 223,59 km, prend sa source dans la commune des Angles et s'écoule du sud vers le nord. Elle traverse la commune et se jette dans le golfe du Lion à Fleury, après avoir traversé 73 communes.

### Climat
Pour des articles plus généraux, voir Climat de l'Occitanie et Climat de l'Aude.
En 2010, le climat de la commune est de type climat océanique altéré, selon une étude s'appuyant sur une série de données couvrant la période 1971-2000. En 2020, Météo-France publie une typologie des climats de la France métropolitaine dans laquelle la commune est exposée à un climat de montagne ou de marges de montagne et est dans la région climatique Pyrénées orientales, caractérisée par une faible pluviométrie, un très bon ensoleillement (2 600 h/an), un air sec, particulièrement en hiver et peu de brouillards.
Pour la période 1971-2000, la température annuelle moyenne est de 9,7 °C, avec une amplitude thermique annuelle de 14,4 °C. Le cumul annuel moyen de précipitations est de 911 mm, avec 9,6 jours de précipitations en janvier et 6,6 jours en juillet. Pour la période 1991-2020, la température moyenne annuelle observée sur la station météorologique la plus proche, située sur la commune de Belcaire à 11 km à vol d'oiseau, est de 9,8 °C et le cumul annuel moyen de précipitations est de 1 032,4 mm,. Pour l'avenir, les paramètres climatiques de la commune estimés pour 2050 selon différents scénarios d'émission de gaz à effet de serre sont consultables sur un site dédié publié par Météo-France en novembre 2022.

### Milieux naturels et biodiversité

#### Espaces protégés
La protection réglementaire est le mode d’intervention le plus fort pour préserver des espaces naturels remarquables et leur biodiversité associée,.
Un  espace protégé est présent sur la commune : la réserve naturelle nationale de la grotte du T.M. 71, classée en 1987 et d'une superficie de 104 ha, protège un vaste système karstique composé d’une vingtaine de cavités dont la principale, la grotte du TM 71, développe plus de onze kilomètres. Le milieu souterrain abrite une faune très spécifique, présentant des adaptations morphologiques, physiologiques ou comportementales,.

#### Réseau Natura 2000

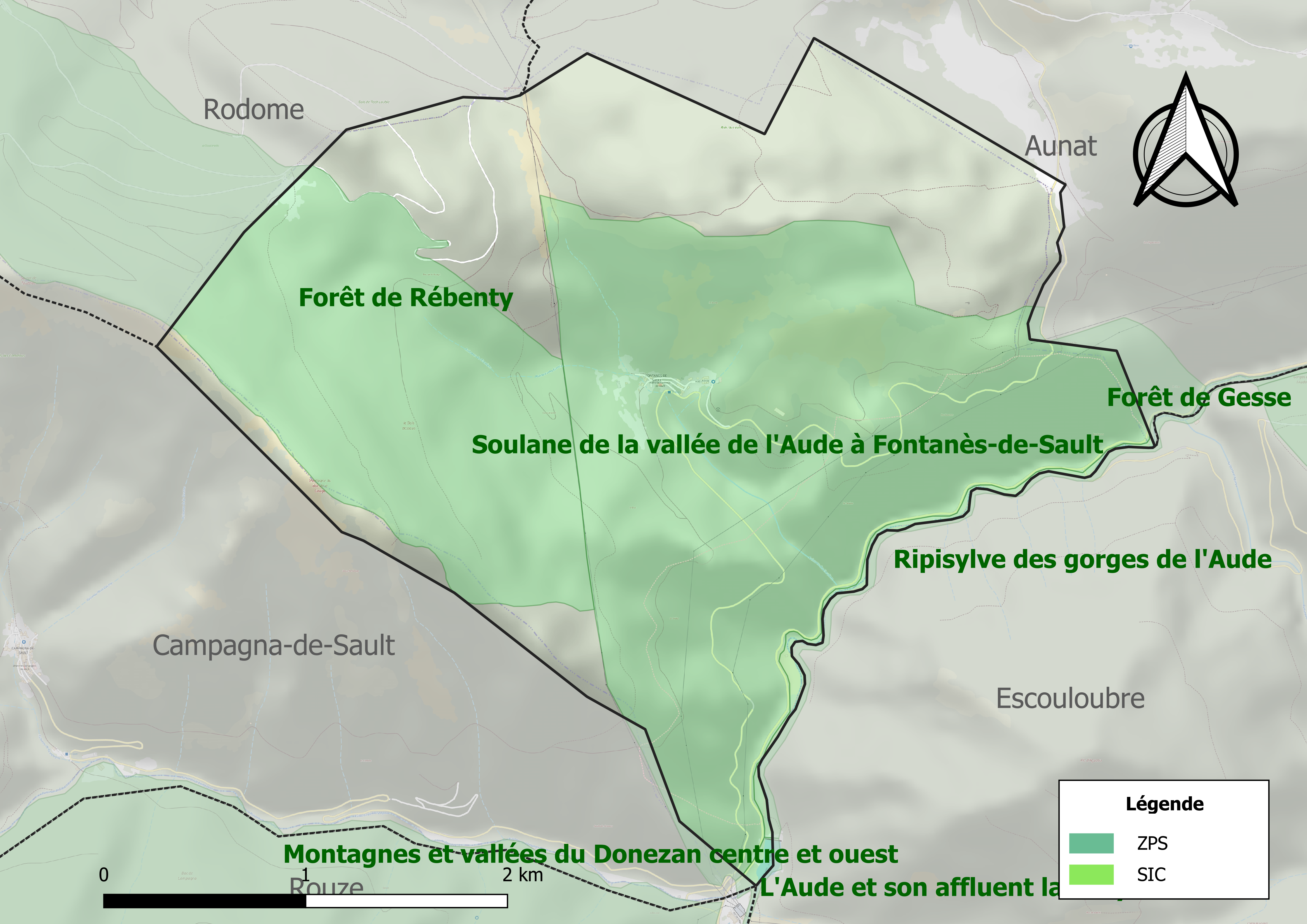
Site Natura 2000 sur le territoire communal.

Le réseau Natura 2000 est un réseau écologique européen de sites naturels d'intérêt écologique élaboré à partir des directives habitats et oiseaux, constitué de zones spéciales de conservation (ZSC) et de zones de protection spéciale (ZPS). Un site Natura 2000 a été défini sur la commune au titre de la directive habitats :
- la « haute Vallée de l'Aude et Bassin de l'Aiguette », d'une superficie de 17 055 ha, particulièrement intéressant pour ses milieux aquatiques. Il comprend des populations de Desmans des Pyrénées, Barbeau méridional, d'Écrevisse à pattes blanches ainsi que des chabots[21]

et un au titre de la directive oiseaux : 
- le « pays de Sault », d'une superficie de 71 499 ha, présentant une grande diversité d'habitats pour les oiseaux. On y rencontre donc aussi bien les diverses espèces de rapaces rupestres, en particulier les vautours dont les populations sont en augmentation, que les passereaux des milieux ouverts (bruant ortolan, alouette lulu) et des espèces forestières comme le pic noir[22].

#### Zones naturelles d'intérêt écologique, faunistique et floristique
L’inventaire des zones naturelles d'intérêt écologique, faunistique et floristique (ZNIEFF) a pour objectif de réaliser une couverture des zones les plus intéressantes sur le plan écologique, essentiellement dans la perspective d’améliorer la connaissance du patrimoine naturel national et de fournir aux différents décideurs un outil d’aide à la prise en compte de l’environnement dans l’aménagement du territoire. Quatre ZNIEFF de type 1 sont recensées sur la commune :
- la « forêt de Rébenty » (514 ha), couvrant 4 communes du département[24] ;
- le « l'Aude et son affluent la Bruyante » (37 ha), couvrant 6 communes dont 4 dans l'Ariège et 2 dans l'Aude[25] ;
- la « ripisylve des gorges de l'Aude » (88 ha), couvrant 9 communes du département[26] ;
- la « soulane de la vallée de l'Aude à Fontanès-de-Sault » (270 ha), couvrant 3 communes du département[27] ;

et trois ZNIEFF de type 2, : 
- les « gorges de l'Aude et de l'Aiguette » (5 612 ha), couvrant 10 communes du département[28] ;
- le « massif de Quérigut et forêt du Carcanet (Donezan) » (12 107 ha), couvrant 16 communes dont 9 dans l'Ariège, 5 dans l'Aude et 2 dans les Pyrénées-Orientales[29] ;
- le « petit plateau de Sault » (5 054 ha), couvrant 11 communes du département[30].

Carte des ZNIEFF de type 1 et 2 à Fontanès-de-Sault.
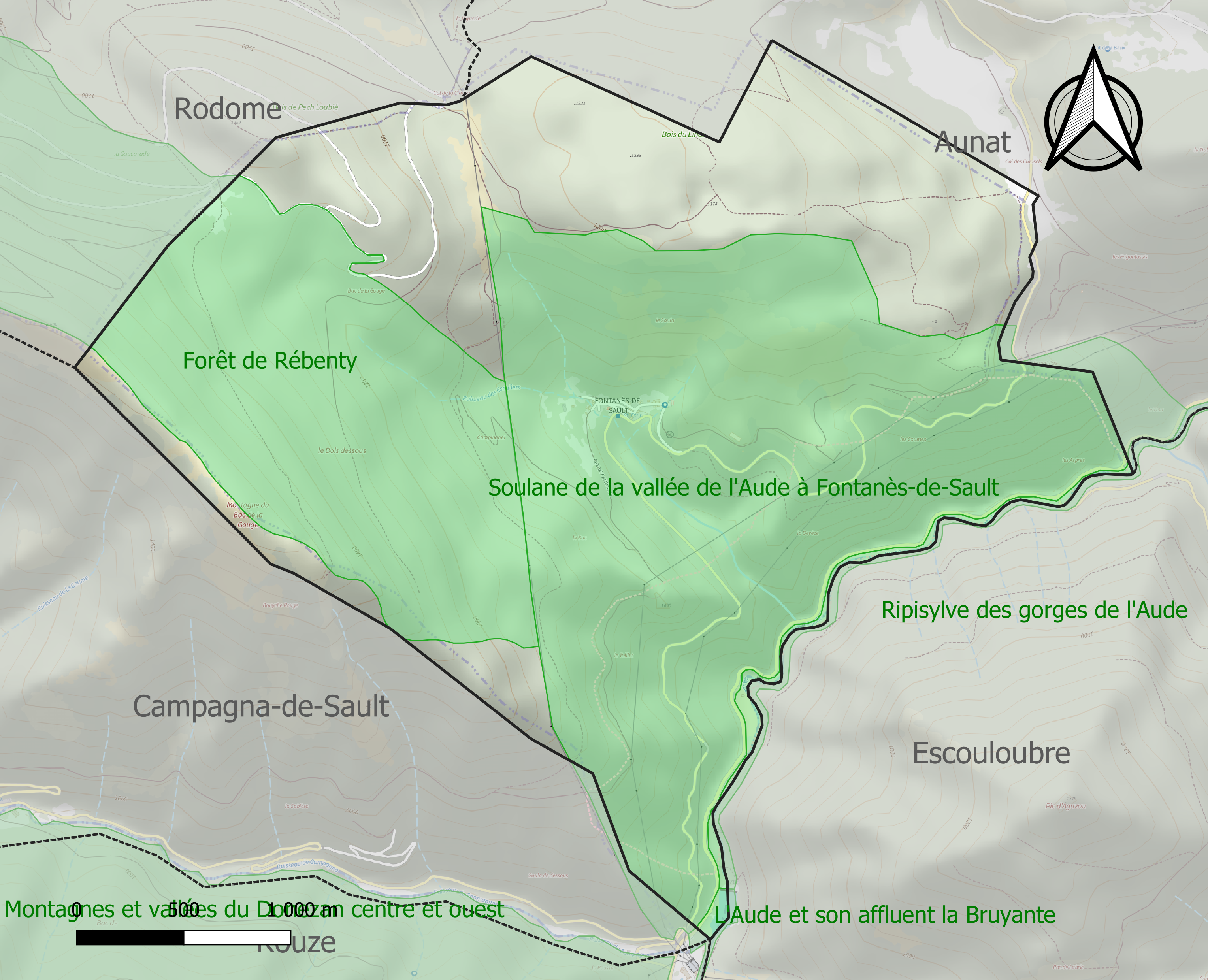
Carte des ZNIEFF de type 1 sur la commune.
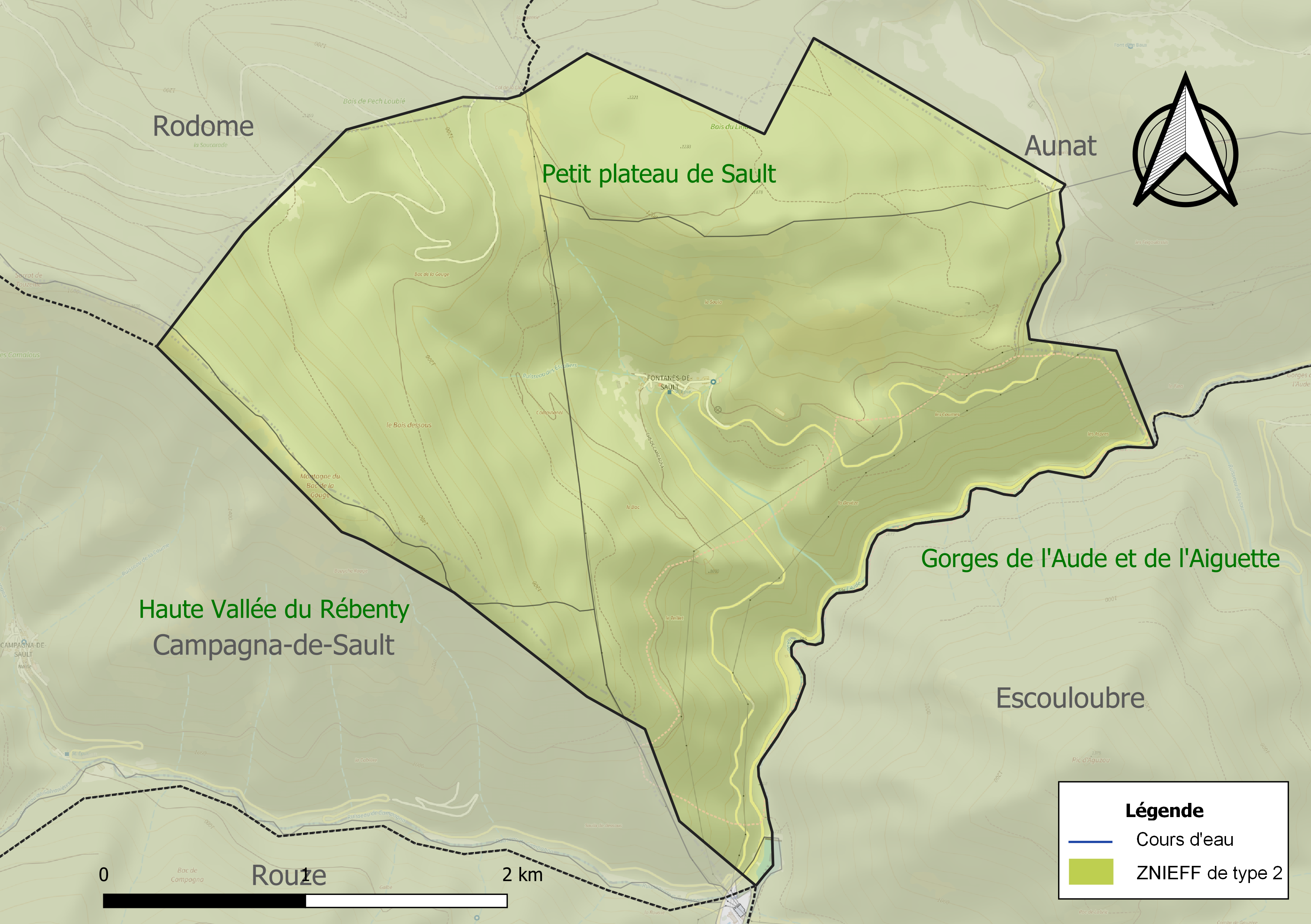
Carte des ZNIEFF de type 2 sur la commune.

## Urbanisme

### Typologie
Au 1er janvier 2024, Fontanès-de-Sault est catégorisée commune rurale à habitat très dispersé, selon la nouvelle grille communale de densité à 7 niveaux définie par l'Insee en 2022.
Elle est située hors unité urbaine et hors attraction des villes,.

### Occupation des sols
L'occupation des sols de la commune, telle qu'elle ressort de la base de données européenne d’occupation biophysique des sols Corine Land Cover (CLC), est marquée par l'importance des forêts et milieux semi-naturels (100 % en 2018), une proportion identique à celle de 1990 (100 %). La répartition détaillée en 2018 est la suivante : forêts (79,4 %), milieux à végétation arbustive et/ou herbacée (20,5 %). L'évolution de l’occupation des sols de la commune et de ses infrastructures peut être observée sur les différentes représentations cartographiques du territoire : la carte de Cassini (XVIIIe siècle), la carte d'état-major (1820-1866) et les cartes ou photos aériennes de l'IGN pour la période actuelle (1950 à aujourd'hui).

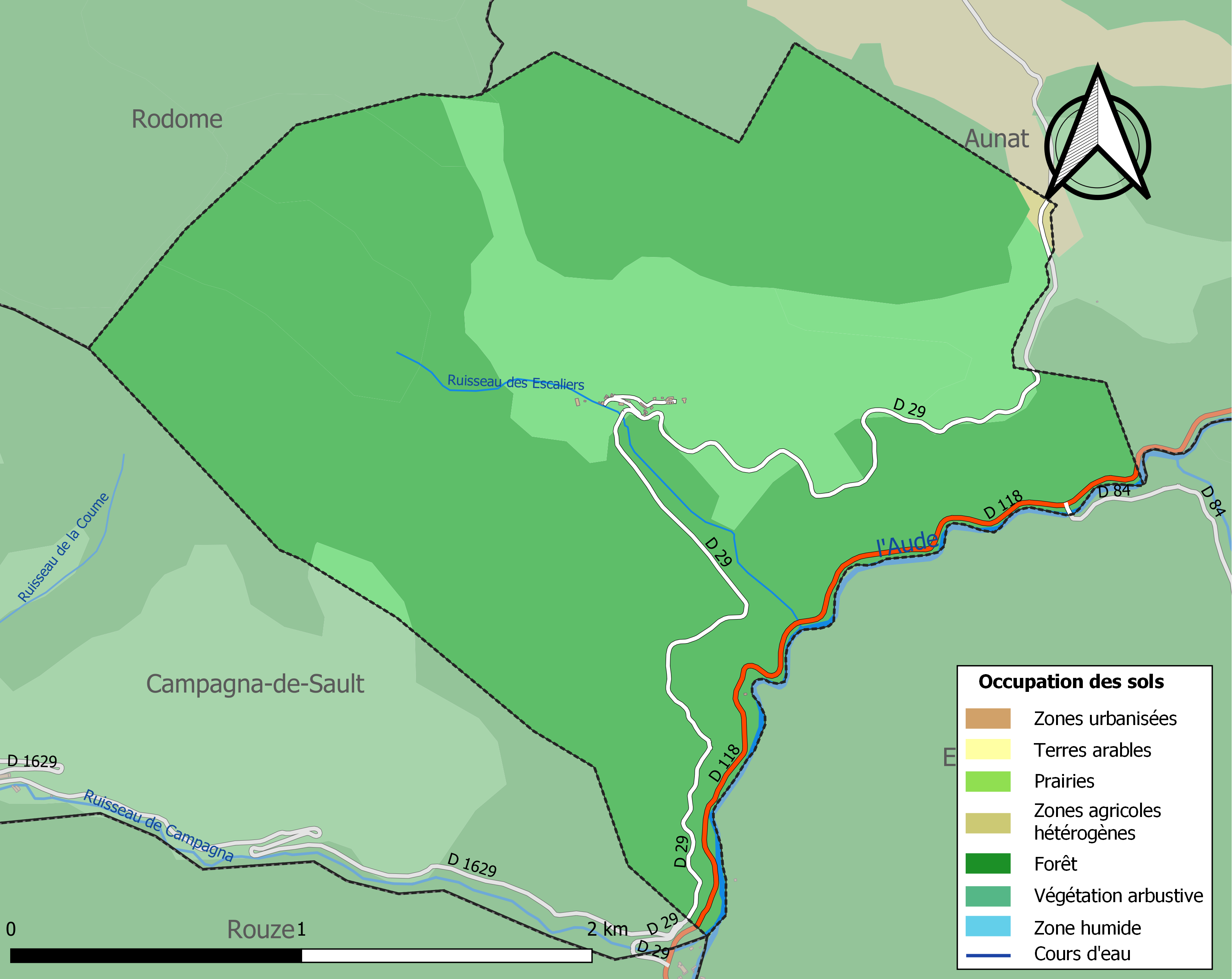
Carte des infrastructures et de l'occupation des sols de la commune en 2018 (CLC).

### Voies de communication et transports
Accès par la route départementale D 118.

### Risques majeurs
Le territoire de la commune de Fontanès-de-Sault est vulnérable à différents aléas naturels : météorologiques (tempête, orage, neige, grand froid, canicule ou sécheresse) et séisme (sismicité modérée). Il est également exposé à un risque technologique, la rupture d'un barrage, et à un risque particulier : le risque de radon. Un site publié par le BRGM permet d'évaluer simplement et rapidement les risques d'un bien localisé soit par son adresse soit par le numéro de sa parcelle.

#### Risques naturels

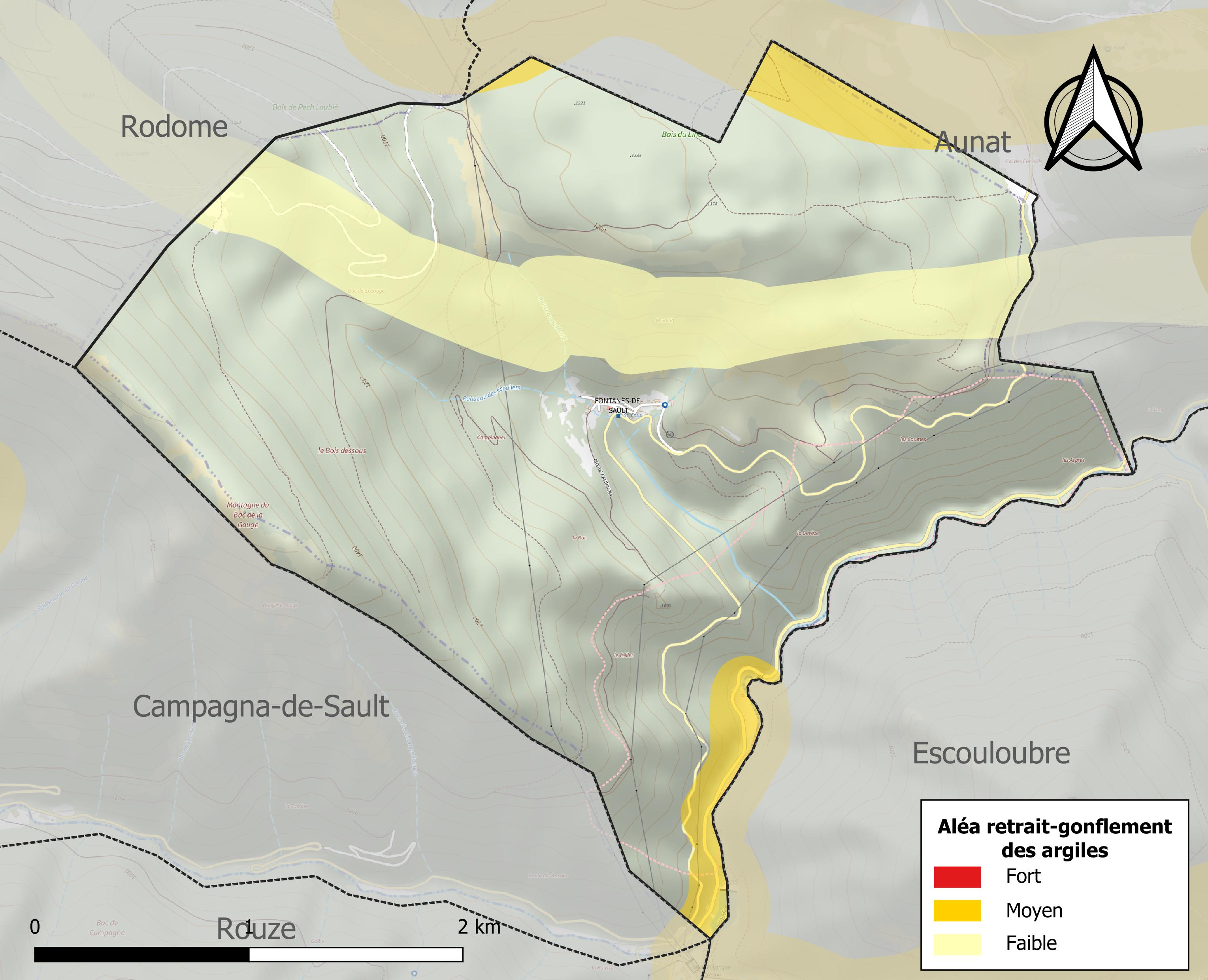
Carte des zones d'aléa retrait-gonflement des sols argileux de Fontanès-de-Sault.

Le retrait-gonflement des sols argileux est susceptible d'engendrer des dommages importants aux bâtiments en cas d’alternance de périodes de sécheresse et de pluie. 4,7 % de la superficie communale est en aléa moyen ou fort (75,2 % au niveau départemental et 48,5 % au niveau national). Sur les 20 bâtiments dénombrés sur la commune en 2019, 0 sont en aléa moyen ou fort, soit 0 %, à comparer aux 94 % au niveau départemental et 54 % au niveau national. Une cartographie de l'exposition du territoire national au retrait gonflement des sols argileux est disponible sur le site du BRGM,.

#### Risques technologiques
La commune est en outre située en aval des barrages de Matemale et de Puyvalador, deux ouvrages de classe A, situés dans le département des Pyrénées-Orientales. À ce titre elle est susceptible d’être touchée par l’onde de submersion consécutive à la rupture d'un de ces ouvrages.

#### Risque particulier
Dans plusieurs parties du territoire national, le radon, accumulé dans certains logements ou autres locaux, peut constituer une source significative d’exposition de la population aux rayonnements ionisants. Certaines communes du département sont concernées par le risque radon à un niveau plus ou moins élevé. Selon la classification de 2018, la commune de Fontanès-de-Sault est classée en zone 2, à savoir zone à potentiel radon faible mais sur lesquelles des facteurs géologiques particuliers peuvent faciliter le transfert du radon vers les bâtiments.

## Politique et administration

### Découpage territorial
La commune de Fontanès-de-Sault est membre de la communauté de communes des Pyrénées audoises , un établissement public de coopération intercommunale (EPCI) à fiscalité propre créé le 30 mai 2013 dont le siège est à Quillan. Ce dernier est par ailleurs membre d'autres groupements intercommunaux.
Sur le plan administratif, elle est rattachée à l'arrondissement de Limoux, au département de l'Aude, en tant que circonscription administrative de l'État, et à la région Occitanie.
Sur le plan électoral, elle dépend du canton de la Haute-Vallée de l'Aude pour l'élection des conseillers départementaux, depuis le redécoupage cantonal de 2014 entré en vigueur en 2015, et de la troisième circonscription de l'Aude  pour les élections législatives, depuis le redécoupage électoral de 1986.

### Liste des maires

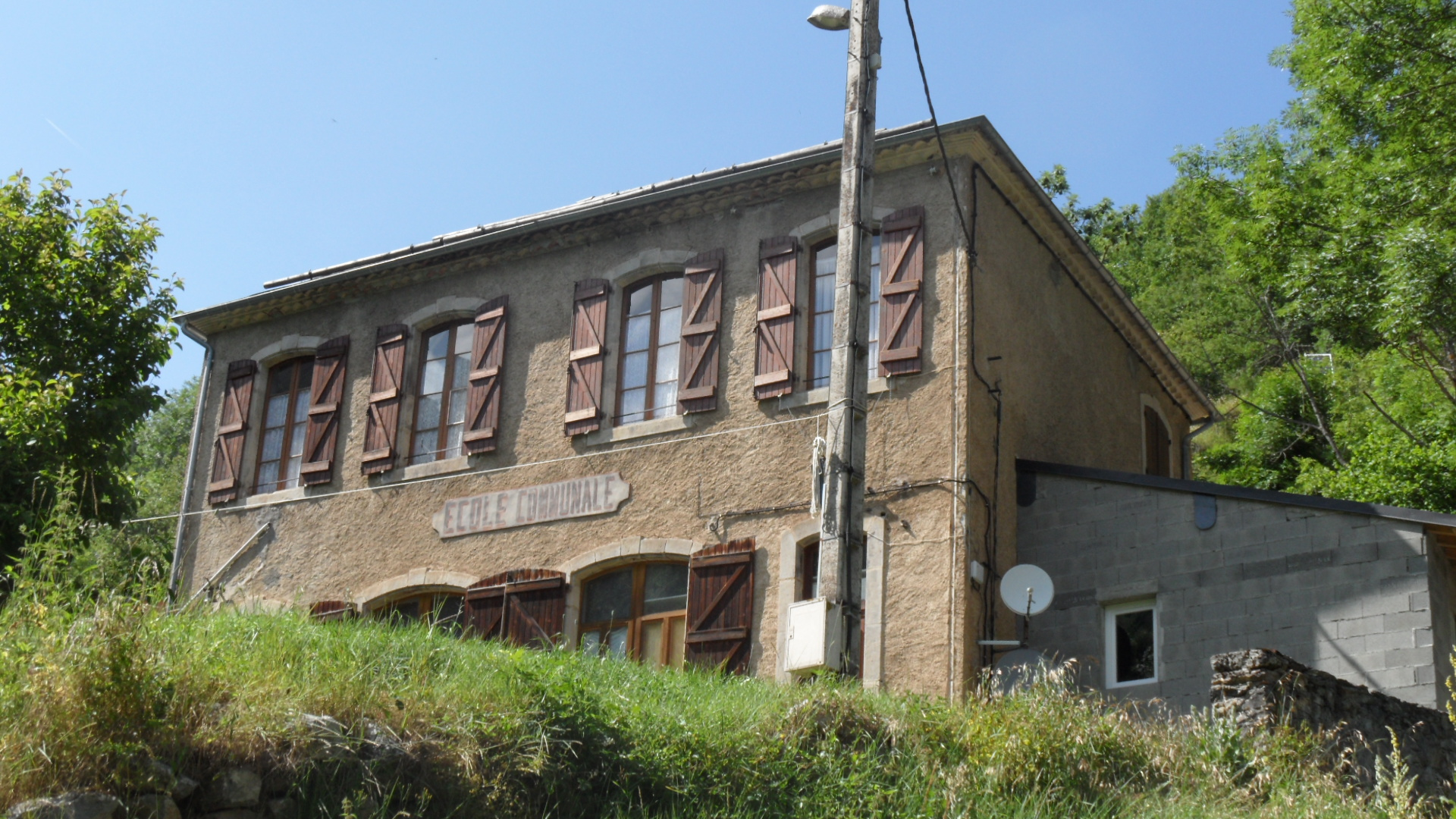
La mairie de Fontanès-de-Sault.

| Période                                  | Période   | Identité        | Étiquette | Qualité                                                                           |
| ---------------------------------------- | --------- | --------------- | --------- | --------------------------------------------------------------------------------- |
|                                          | 1986      | Félix Martimort |           | Résistant, fondateur de la CUMA d'Aunat et président du SIVOM du Plateau de Sault |
| avant 1995                               | ?         | Jean Montagne   | DVD       |                                                                                   |
| mars 2001                                | mars 2008 | Henri Paris     |           |                                                                                   |
| mars 2008                                | ?         | Elian Villan    |           |                                                                                   |
| mars 2010                                | En cours  | Alain Jourdain  |           |                                                                                   |
|                                          |           |                 |           |                                                                                   |
| Les données manquantes sont à compléter. |           |                 |           |                                                                                   |

## Population et société

### Démographie
L'évolution du nombre d'habitants est connue à travers les recensements de la population effectués dans la commune depuis 1793. Pour les communes de moins de 10 000 habitants, une enquête de recensement portant sur toute la population est réalisée tous les cinq ans, les populations de référence des années intermédiaires étant quant à elles estimées par interpolation ou extrapolation. Pour la commune, le premier recensement exhaustif entrant dans le cadre du nouveau dispositif a été réalisé en 2005.

En 2022, la commune comptait 5 habitants, en stagnation par rapport à 2016 (Aude : +2,65 %, France hors Mayotte : +2,11 %).
| 1793 | 1800 | 1806 | 1821 | 1831 | 1836 | 1841 | 1846 | 1851 |
| ---- | ---- | ---- | ---- | ---- | ---- | ---- | ---- | ---- |
| 178  | 188  | 191  | 221  | 254  | 253  | 245  | 229  | 218  |

| 1856 | 1861 | 1866 | 1872 | 1876 | 1881 | 1886 | 1891 | 1896 |
| ---- | ---- | ---- | ---- | ---- | ---- | ---- | ---- | ---- |
| 183  | 195  | 191  | 197  | 203  | 196  | 198  | 183  | 171  |

| 1901 | 1906 | 1911 | 1921 | 1926 | 1931 | 1936 | 1946 | 1954 |
| ---- | ---- | ---- | ---- | ---- | ---- | ---- | ---- | ---- |
| 141  | 123  | 136  | 68   | 65   | 52   | 55   | 42   | 28   |

| 1962 | 1968 | 1975 | 1982 | 1990 | 1999 | 2005 | 2006 | 2010 |
| ---- | ---- | ---- | ---- | ---- | ---- | ---- | ---- | ---- |
| 16   | 7    | 8    | 20   | 6    | 4    | 10   | 10   | 5    |

| 2015 | 2020 | 2022 | - | - | - | - | - | - |
| ---- | ---- | ---- | - | - | - | - | - | - |
| 5    | 5    | 5    | - | - | - | - | - | - |

| selon la population municipale des années : | 1968 | 1975 | 1982 | 1990 | 1999 | 2006 | 2009 | 2013 |
| Rang de la commune dans le département      | 439  | 421  | 431  | 437  | 437  | 437  | 437  | 438  |
| Nombre de communes du département           | 439  | 436  | 435  | 437  | 438  | 438  | 438  | 438  |

### Enseignement
Fontanès-de-Sault fait partie de l'académie de Montpellier.
La commune possédait une école (bâtiment toujours visible et faisant office de mairie).

### Sports
Chasse, randonnée pédestre.

## Économie

### Emploi
| Division       | 2008   | 2013   | 2018   |
| -------------- | ------ | ------ | ------ |
| Commune        | 0 %    | 0 %    | 50 %   |
| Département    | 10,2 % | 12,8 % | 12,6 % |
| France entière | 8,3 %  | 10 %   | 10 %   |

En 2018, la population âgée de 15 à 64 ans s'élève à 2 personnes, parmi lesquelles on compte 100 % d'actifs (50 % ayant un emploi et 50 % de chômeurs) et 0 % d'inactifs,. En  2018, le taux de chômage communal (au sens du recensement) des 15-64 ans est supérieur à celui du département et de la France, alors qu'en 2008 la situation était inverse.
La commune est hors attraction des villes,. Elle compte 2 emplois en 2018, contre 5 en 2013 et 1 en 2008. Le nombre d'actifs ayant un emploi résidant dans la commune est de 1, soit un indicateur de concentration d'emploi de 209,7 % et un taux d'activité parmi les 15 ans ou plus de 40 %.
Sur ces 1 actifs de 15 ans ou plus ayant un emploi, 1 travaillent dans la commune, soit 100 % des habitants. Pour se rendre au travail, la totalité des habitants utilise un véhicule personnel ou de fonction à quatre roues.

### Activités
Aucun établissement relevant d’une activité hors champ de l’agriculture n’est implanté  à Fontanès-de-Sault au 31 décembre 2019. Aucune exploitation agricole ayant son siège dans la commune n'est recensée lors du recensement agricole de 2010 (deux en 1988).

## Culture locale et patrimoine

### Lieux et monuments
- Église de la Nativité-de-Saint-Jean-Baptiste de Fontanès-de-Sault.

La commune possède sur son territoire la Réserve naturelle nationale de la grotte du T.M. 71.

### Héraldique
| Blason de Fontanès-de-Sault | Blason  | D'argent au chevron failli à dextre de sable.           |
| Blason de Fontanès-de-Sault | Détails | Attribué par Charles d'Hozier à la fin du XVIIe siècle. |